# Steve Colpaert
Steve Colpaert (* 13. September 1986 in Etterbeek) ist ein belgischer Fußballspieler auf der Position eines Abwehrspielers.